# Великі Вільми
Великі Вільми — село в Україні, у Садівській сільській громаді Сумського району Сумської області. Населення становить 591 осіб. До 2020 орган місцевого самоврядування — Великовільмівська сільська рада.

## Географія
Село Великі Вільми знаходиться на автомобільній дорозі Н07. Примикає до села Симонівка, на відстані 1 км від села Павлючки.
У селі беруть початок річки Дальня Ільма і Сухоносівка, праві притоки Сумки. На деяких ділянках пересихають.

## Історія
Слобода Ільми (Великі Вільми) відоме з першої половини XVIII століття.
1987 року до Великих Вільм приєднане село Грицаківка.
12 червня 2020 року, відповідно до Розпорядження Кабінету Міністрів України № 723-р «Про визначення адміністративних центрів та затвердження територій територіальних громад Сумської області» увійшло до складу Садівської сільської громади.
19 липня 2020 року, в результаті адміністративно-територіальної реформи та ліквідації Сумського району(1923—2020), село увійшло до складу новоутвореного Сумського району.

## Населення

### Мова
Розподіл населення за рідною мовою за даними перепису 2001 року:
| Мова            | Кількість | Відсоток |
| --------------- | --------- | -------- |
| українська      | 574       | 97.12%   |
| російська       | 16        | 2.71%    |
| інші/не вказали | 1         | 0.17%    |
| Усього          | 591       | 100%     |

## Відомі люди

### Відомі уродженці
- Деменко Олександр — український військовик, учасник російсько-української війни[4].
- Шаповаленко Павлина Михайлівна — оператор машинного доїння, перша доярка-шеститисячниця, організатор і почесний президент клубу шеститисячниць. Герой України (з врученням ордена Держави).